# Lamide Akintobi
Lamide Akintobi là một nhà báo và nhân vật truyền thông người Nigeria. Cô làm việc như một người dẫn chương trình tin tức trên Kênh TV. Cô từng làm đồng chủ trì và đồng sáng tạo trong một chương trình có tên The Spot trên kênh EbonyLife TV cùng với Zainab Balogun và Ebuka Obi-Uchendu cho đến khi chương trình kết thúc vào giữa năm 2017.

## Đầu đời và giáo dục
Akintobi đến từ Abeokuta, bang Ogun. Cô có bằng cử nhân nghệ thuật trong ngành Báo chí Phát thanh và tiếng Tây Ban Nha từ Trường Cao đẳng Cộng đồng Bang Volunteer ở Tennessee, cũng như bằng cử nhân trong các lĩnh vực nghiên cứu nói trên từ Đại học Thương mại Texas A & M. Hơn nữa, cô cũng lấy được bằng thạc sĩ Báo chí Quốc tế tại Đại học City ở London. Lamide trở thành thành viên nhóm hội nữ sinh Delta Sigma Theta năm 2004. Cô sống một thời gian ở Tennessee và Texas.

## Sự nghiệp
Akintobi làm việc như một người dẫn chương trình tin tức trên Kênh TV. Hiện cô là đồng tổ chức một chương trình có tên The Spot trên kênhEbonyLife TV cùng với Zainab Balogun và Ebuka Obi-Uchendu, và một loạt serie El Now. EbonyLife TV là mạng truyền hình tin tức người da đen định hướng toàn cầu đầu tiên của châu Phi, được phát sóng trên 40 quốc gia.

## Cuộc sống cá nhân
Akintobi là con gái của nhạc sĩ người Nigeria và nhà sản xuất Laolu Akins. 